# Sabine Holtgreve
Sabine Holtgreve (* 1970 in Düsseldorf) ist eine deutsche Medienwissenschaftlerin und Filmproduzentin. Sie ist Redakteurin beim Norddeutschen Rundfunk.

## Wirken
Sie war 1998 bis 2006 als Redakteurin beim Südwestrundfunk und leitete die Redaktion „Debüt im Dritten“. Sie entdeckte Hans Weingartner, Maren Ade, Sylke Enders und Alain Gsponer. Im offiziellen Wettbewerb der Internationalen Filmfestspiele von Cannes 2004 wurde „Die fetten Jahre sind vorbei“ (Redaktion: Sabine Holtgreve – SWR, Georg Steinert – Arte) gezeigt. Der Film lief danach in über 50 Ländern. Die Kinokoproduktion „Requiem“ (Federführung, Redaktion: Sabine Holtgreve) erhielt auf den Internationalen Filmfestspielen Berlin 2006 den Preis als bester Wettbewerbsfilm der Fédération Internationale de la Presse Cinématographique (FIPRESCI). 2007 erhielt „Vier Minuten“ (Redaktion: Sabine Holtgreve, Bettina Rickfles, Georg Steinert) den Deutschen Filmpreis als „Bester Spielfilm in Gold“.
In den Jahren 2006 bis 2011 leitete sie die Wüste Film Ost in Berlin zusammen mit Yildiz Özcan. Sie war für internationale Koproduktionen sowie die Entdeckung und Förderung von Nachwuchstalenten zuständig. Ihr erster Film als Produzentin war „Es kommt der Tag“. Beim Film „Rose“ wurde sie 2008 für die redaktionelle Tätigkeit mit dem Deutschen Fernsehpreis ausgezeichnet.
Seit September 2011 ist sie als Redakteurin beim NDR in der Abteilung Film, Familie & Serie tätig für Fernsehfilme, Tatort und Debütfilme. Die NDR Koproduktion „Der Überläufer“ erhielt die Auszeichnung „Golden Bird Prize“ bei den Seoul International Drama Awards als bester Fernsehfilm. Für den NDR ist sie auch redaktionell verantwortlich für die neue europäische Serie „This is not Sweden“. Die achtteilige spanisch-deutsch-schwedisch-finnische Koproduktion wird das Angebot der ARD Mediathek um ein Streamingangebot erweitern. Seit dem 6. Februar wird in Barcelona gedreht.
Holtgreve ist Dramaturgin für die BKM und Mitglied in der BKM-Jury deutscher Drehbuchpreis. Außerdem gehörte sie zur Jury des Internationalen KurzFilmFestivals Hamburg 2014. Sie ist Mitglied der Deutschen Filmakademie und des European Audiovisual Entrepreneurs Network (EAVE). Holtgreve hatte Lehraufträge an der Deutsche Film- und Fernsehakademie Berlin und der Filmakademie Baden-Württemberg.

## Filmografie
Wenn nicht anders vermerkt, war Sabine Holtgreve für die Redaktion zuständig.

### Kino- und Fernsehfilme
- 1998/1999: Oi! Warning
- 1998/1999: Drachenland (Drehbuch-Mitarbeit)
- 2001: Mein Bruder der Vampir
- 2001/2002: Sophiiiie!
- 2001–2003: Die Ritterinnen
- 2001–2003: Vakuum
- 2003: Geschlecht: weiblich
- 2002/2003: Hierankl
- 2002/2003: Kroko
- 2003: Mensch Mutter
- 2003: Der Wald vor lauter Bäumen
- 2004: Meine Frau, meine Freunde und ich
- 2003/2004: Die fetten Jahre sind vorbei
- 2003/2004: SommerHundeSöhne
- 2003–2005: Georgisches Liebeslied
- 2004/2005: Folgeschäden
- 2004/2005: Rabenkinder
- 2005: Unter dem Eis
- 2005: Kometen
- 2005: Rose
- 2005/2006: Das wahre Leben
- 2004–2006: Requiem
- 2005/2006: Freunde für immer – Das Leben ist rund
- 2005/2006: Sommer '04 an der Schlei
- 2006: Zores
- 2005/2006: Vier Minuten
- 2005/2006: Emmas Glück
- 2006: Kahlschlag
- 2005–2007: Die Unerzogenen
- 2005–2007: Die andere Hälfte des Glücks
- 2008/2009: Es kommt der Tag (Produzentin)
- 2009/2010: Renn, wenn du kannst (Produzentin, Ausführende Produzentin)
- 2012: Eine Hand wäscht die andere
- 2012/2013: Einmal Hans mit scharfer Soße
- 2011–2013: Eine mörderische Entscheidung
- 2012/2013: Banklady
- 2012/2013: Meeres Stille
- 2013/2014: Altersglühen – Speed Dating für Senioren
- 2013/2014: Das Ende der Geduld
- 2015: Einmal Hallig und zurück
- 2015: Das Romeo-Prinzip
- 2014/2015: Der Liebling des Himmels
- 2015: Simon sagt auf Wiedersehen zu seiner Vorhaut
- 2014–2016: Schrotten!
- 2016: 1000 Mexikaner
- 2015/2016: Strawberry Bubblegums
- 2016/2017: Götter in Weiß
- 2016/2017: Die Freibadclique
- 2017: Meine fremde Freundin
- 2017/2018: Hanne
- 2018: Angst in meinem Kopf
- 2018: Von Liebe und Krieg
- 2017/2018: Wo kein Schatten fällt
- 2019: Das Geheimnis des Totenwaldes
- 2019: Auf dem Grund
- 2018/2019: Nachts baden
- 2019/2020: Der Überläufer
- 2019–2021: Ein großes Versprechen
- 2020/2021: Das Haus
- 2021/2022: Wir sind dann wohl die Angehörigen
- 2020–2022: Meinen Hass bekommt ihr nicht
- 2021/2022: War Sailor (Executive Producer)

### Fernsehserien und Fernsehreihen
- 1999: Tatort: Kriegsspuren
- 2001: Tatort: Gewaltfieber
- 2002/2003: Tatort: Schöner sterben
- 2012: Tatort: Borowski und der stille Gast
- 2012: Tatort: Borowski und der freie Fall
- 2012/2013: Tatort: Borowski und der brennende Mann
- 2013: Tatort: Borowski und der Engel
- 2013/2014: Tatort: Borowski und das Meer
- 2014: Tatort: Borowski und der Himmel über Kiel
- 2014/2015: Tatort: Borowski und die Kinder von Gaarden (Dramaturgie)
- 2015: Tatort: Borowski und die Rückkehr des stillen Gastes
- 2015/2016: Tatort: Borowski und das Fest des Nordens
- 2016/2017: Tatort: Borowski und das dunkle Netz
- 2017/2018: Tatort: Borowski und das Haus der Geister
- 2018/2019: Tatort: Borowski und das Glück der Anderen
- 2018/2019: Tatort: Borowski und das Haus am Meer
- 2019/2020: Tatort: Borowski und der Fluch der weißen Möwe
- 2020/2021: Tatort: Borowski und die Angst der weißen Männer[10]
- 2020/2021: Ein Hauch von Amerika
- 2020/2021: Tatort: Borowski und der gute Mensch
- 2019–2022: Tatort: Borowski und der Schatten des Mondes
- 2021/2022: Tatort: Borowski und die große Wut
- 2020–2022: Tatort: Die Rache an der Welt
- 2021/2022: Tatort: Borowski und das hungrige Herz

## Schriften
- Programmstörung, Beiträge zur Medienästhetik und Mediengeschichte, Band 6, Quantum – Werkstatt für ein anderes Fernsehen, Hamburg, 1998. ISBN 978-3-8258-3751-8